# Cờ Thái cực giương cao
Cờ Thái cực giương cao hay Taegukgi hoặc Tae Guk Gi (tựa gốc tiếng Hàn Quốc: 태극기 휘날리며) là một bộ phim hành động - chiến tranh - tâm lý Hàn Quốc của đạo diễn Kang Je-gyu, được công chiếu vào năm 2004. Phim có sự tham gia của diễn viên Jang Dong-gun, Won Bin, Lee Eun-ju, Kong Hyeong-jin, Lee Yeong-ran và Jeon Jae-hyeong.
Cờ Thái cực giương cao khơi gợi lại hình ảnh cuộc chiến tranh Triều Tiên xảy ra vào năm 1950, trong phim người anh Jin-seok luôn xả thân đi lính và đảm nhận những nhiệm vụ nguy hiểm để giúp người em Jin-tae còn có cơ hội được đi học.
Ngay sau khi công chiếu, Cờ Thái cực giương cao đã thu hút hơn 11 triệu khán giả đến rạp xem (chỉ tính riêng ở thị trường Hàn Quốc), phim trở thành một trong những bộ phim có doanh thu cao nhất trong lịch sử điện ảnh Hàn Quốc.

## Nội dung
Tae Guk Gi được bắt đầu bằng phân cảnh thành phố Seoul vào đầu thập niên 1950, hai anh em ruột Lee Jin-seok và Lee Jin-tae được sinh ra trong một gia đình lao động nghèo khó. Dù họ đã mồ côi cha nhưng họ vẫn luôn hết mực yêu thương đùm bọc lẫn nhau. Hằng ngày, Jin-seok làm những công việc đồng áng như cày ruộng, sửa chữa giày cho khách, chạy xe ôm để kiếm tiền phụ giúp mẹ cũng như để cho cô em gái Jin-tae có cơ hội được đi học.
Khi chiến tranh Triều Tiên nổ ra vào năm 1950, Jin-tae trong một lần đi bộ đến trường thì bị một người lính trông thấy, vì anh ta tưởng cô là con trai nên anh ta bắt cô đi lính. Jin-seok sau đó nói với người lính đó rằng em mình là con gái và cố thuyết phục anh ta hãy cho em gái mình ở nhà để tiếp tục đi học nhưng không được. Vì muốn Jin-tae tiếp tục được đi học như bao đứa trẻ cùng trang lứa nên Jin-seok đã phải xung phong đi đảm nhận những nhiệm vụ nguy hiểm và đã lập nên được khá nhiều chiến công. Anh ấy sau đó đã nhận được huy chương vì lòng dũng cảm. Tuy nhiên, Jin-tae không muốn anh mình xông pha nơi chiến trường đầy gian nan và nguy hiểm, vì vậy mà cô đã cố thuyết phục anh mình đừng gia nhập quân ngũ và hãy trở về nhà an toàn để giữ gìn mạng sống. Jin-tae muốn anh mình sống tiếp để về đoàn tụ cùng mẹ và chị dâu tương lai. Chứng kiến cảnh quân Triều Tiên sát hại dân chúng miền Nam không thương tiếc, Jin-seok trong lúc nóng giận đã giết chết một tù binh Triều Tiên đang bị giam giữ tên là Yong-seok (hắn ta từng là một người bạn thân của hai anh em). Mâu thuẫn nảy sinh giữa hai anh em bắt đầu từ đây, trong khi người anh trai Jin-seok luôn xung phong đi lính chỉ vì muốn tạo điều kiện để em gái mình tiếp tục học đại học, còn cô em Jin-tae thì không muốn anh mình phải hy sinh nơi chiến trường, cô chỉ muốn cả gia đình mình đoàn tụ như xưa.
Chiến tranh sắp kết thúc, nhưng quân Triều Tiên nhờ quân chí nguyện Trung Hoa giúp đỡ nên chúng đã mở đợt tấn công ồ ạt với quy mô lớn khiến quân Hàn Quốc lại phải cầm súng chiến đấu tiếp để giữ gìn và bảo vệ Tổ quốc đến cùng. Trong lúc này Kim Young-shin - người yêu của Jin-seok bị dân quân Hàn Quốc quy tội là kẻ ủng hộ Cộng sản (thực tế là chị ấy không hề ủng hộ Cộng sản), Young-shin sau đó bị đem ra xử bắn. Trong một lần loạn lạc, Jin-tae lầm tưởng anh mình và chị dâu tương lai đã bị quân đội Hàn Quốc giết chết nên cô đã bí mật xin gia nhập quân đội Triều Tiên, cô muốn trả thù lại quân đội Hàn Quốc chỉ vì hiểu lầm là họ đã sát hại Young-shin và anh trai Jin-seok.
Jin-seok sau đó đã phải tình nguyện ra mặt trận để chứng minh em gái mình đã hiểu lầm. Trong một trận đánh ác liệt, hai anh em Jin-seok và Jin-tae tình cờ gặp lại nhau, họ muốn cùng nhau chạy qua chiến tuyến và về nhà, nhưng cả hai lúc này đều bị thương, không còn sức để chạy thoát thân. Jin-tae quyết định ở lại cản đường quân Triều Tiên và giúp cho anh mình chạy về nhà an toàn. Chờ cho Jin-seok chạy đi thật xa, Jin-tae liền lấy khẩu súng máy gần đó nã đạn dữ dội vào quân lính Triều Tiên, nhưng cuối cùng thì cô ấy cũng bị lính Triều Tiên bắn chết.
Hơn 50 năm sau, Jin-seok đã trở thành ông cụ già yếu. Một số người đào được một thi hài của một trong số những người đã hi sinh trong trận đánh năm xưa, họ đã gọi điện cho Jin-seok để xác nhận xem thi thể đó có phải là của em gái ông hay không. Khi Jin-seok đã nhận dạng được thi thể của em mình, ông đã cầm lấy cây bút do em gái tặng nhân dịp sinh nhật lần thứ 20 của ông và một đôi giày mà ông được một đồng đội tặng cho trước khi người này hy sinh, đã ra viếng thăm thi hài của em gái Jin-tae.

## Diễn viên
- Jang Dong-gun vai Lee Jin-tae
- Won Bin vai Lee Jin-seok
- Lee Eun-ju vai Kim Young-shin
- Kong Hyeong-jin vai Yong-man
- Lee Yeong-ran vai Bà Lee, mẹ của Jin-tae và Jin-seok
- Ahn Kil-kang vai Trung sĩ Huh
- Jin Jung vai Trung sĩ Lim
- Jeon Jae-hyeong vai Yong-seok
- Jang Min-ho vai Jin-seok lúc già
- Jo Yun-hie vai Cháu ngoại của Jin-seok
- Choi Min-sik vai Sĩ quan Triều Tiên
- Go Do-Hee vai Kim Young-guk
- Joo Da-young vai Kim Young-ja
- Kim Su-ro vai Thành viên Ủy ban chống Cộng sản
- Jung Jin vai Binh nhất Im
- Jung Yoon-min vai Lính Hàn Quốc
- Jung Ho-bin vai Lính Hàn Quốc
- Park Jung-woo vai Lính Hàn Quốc
- Kwon Tae-won vai Đại tá
- Yoon Hee-won vai Sĩ quan Hàn Quốc
- Jo Won-hee vai Sĩ quan Hàn Quốc
- Jeon In-geol vai Lính Triều Tiên
- Park Dong-bin vai Lính Triều Tiên
- Kim Bo-kyung vai Tù binh Triều Tiên

## Giải thưởng
| Năm  | Giải thưởng                             | Hạng mục                          | Đối tượng                               | Kết quả   |
| ---- | --------------------------------------- | --------------------------------- | --------------------------------------- | --------- |
| 2004 | Giải thưởng Phim Rồng xanh              | Phim hay nhất                     | Tae Guk Gi                              | Đề cử     |
| 2004 | Giải thưởng Phim Rồng xanh              | Đạo diễn xuất sắc nhất            | Kang Je-gyu                             | Đề cử     |
| 2004 | Giải thưởng Phim Rồng xanh              | Diễn viên chính xuất sắc nhất     | Jang Dong-gun                           | Đoạt giải |
| 2004 | Giải thưởng Phim Rồng xanh              | Diễn viên phụ xuất sắc nhất       | Kong Hyung-jin                          | Đề cử     |
| 2004 | Giải thưởng Phim Rồng xanh              | Quay phim xuất sắc nhất           | Hong Kyung-pyo                          | Đoạt giải |
| 2004 | Giải thưởng Phim Rồng xanh              | Âm nhạc xuất sắc nhất             | Lee Dong-Jun                            | Đề cử     |
| 2004 | Giải thưởng Phim Rồng xanh              | Đạo diễn nghệ thuật xuất sắc nhất | Shin Bo-kyeong                          | Đề cử     |
| 2004 | Giải thưởng Phim Rồng xanh              | Kỹ xảo xuất sắc nhất              | Kang Jong-ik, Shin Jae-ho, Jeong Do-an  | Đoạt giải |
| 2004 | Giải thưởng Phim Rồng xanh              | Kịch bản xuất sắc nhất            | Kang Je-gyu, Han Ji-hun và Kim Sang-don | Đề cử     |
| 2004 | Giải thưởng Chuông Lớn                  | Quay phim xuất sắc nhất           | Hong Kyung-pyo                          | Đoạt giải |
| 2004 | Giải thưởng Chuông Lớn                  | Đạo diễn nghệ thuật xuất sắc nhất | Shin Bo-kyeong                          | Đoạt giải |
| 2004 | Giải thưởng Chuông Lớn                  | Kỹ xảo âm thanh xuất sắc nhất     | Lee Tae-kyu và Kim Suk-won              | Đoạt giải |
| 2004 | Giải thưởng nghệ thuật Paeksang         | Phim hay nhất                     | Tae Guk Gi                              | Đoạt giải |
| 2005 | Liên hoan Phim châu Á - Thái Bình Dương | Phim hay nhất                     | Tae Guk Gi                              | Đoạt giải |
| 2005 | Liên hoan Phim châu Á - Thái Bình Dương | Đạo diễn xuất sắc nhất            | Kang Je-gyu                             | Đoạt giải |

## Vũ khí sử dụng trong phim
Quân đội Hàn Quốc:
- súng ngắn Colt M1911A1
- súng trường M1 Garand
- súng trường M1 Carbine
- tiểu liên M3 Grease Gun
- trung liên M1918 Browning Automatic Rifle
- súng máy Browning M1919
- súng máy hạng nặng Browning M1917
- súng máy hạng nặng Browning M2
- lựu đạn Mk 2
- súng phun lửa M2
- súng chống tăng M20 "Super Bazooka"
- súng không giật M20
- molotov cocktail
- xe tăng M4 Sherman
- máy bay F4U Corsair

Quân đội Triều Tiên:
- súng ngắn Nambu Kiểu 14
- súng trường Mosin Nagant M91/30
- súng trường Mosin Nagant M38 Carbine
- súng trường Mosin Nagant M44 Carbine
- tiểu liên PPSh-41
- trung liên  Degtyarov DP-28
- súng máy hạng nặng Maxim M1910
- súng máy hạng nặng KPV
- lựu đạn Kiểu 67
- xe thiết giáp BA-64